# Johnny Albino
Johnny Albino, geboren als Juan Antonio Albino Ortiz (* 9. Dezember 1919 in Yauco; † 7. Mai 2011 in New York City) war ein puerto-ricanischer Bolerosänger.
Juan „Johnny“ Albino diente während des Zweiten Weltkrieges in der US Army, wo er mit einem Quartett als Sänger auftrat. Seinen ersten professionellen Auftritt hatte er 1946. Später wurde er Mitglied des populären Trio San Juan. 1958 wurde er Nachfolger von Hernando Aviles im Trio Los Panchos, dem er bis 1968 angehörte. Daneben trat er mit Stars wie Johnny Carson, Frank Sinatra und Sammy Davis, Jr. auf. Nachdem er sich von den Los Panchos getrennt hatte, arbeitete er mit verschiedenen anderen Gruppen zusammen. Insgesamt nahm er mehr als dreihundert Alben und CDs auf.  